# Lee Zahner
Lee "Leo" Zahner (Brisbane, 13 maart 1974) is een voormalig Australisch beachvolleyballer. Hij nam deel aan twee edities van de Olympische Spelen.

## Carrière
Zahner vormde gedurende zijn hele beachvolleybalcarrière een team met Julien Prosser. Aan zijn zijde debuteerde hij in 1995 in de FIVB World Tour. Ze namen dat jaar deel aan veertien mondiale toernooien met onder andere een vijfde in Enoshima en een zevende plaats in Marbella als resultaat. Het jaar daarop deed het tweetal mee aan tien reguliere toernooien in de World Tour waarbij ze onder meer een derde (Berlijn), een vierde (João Pessoa) en twee vijfde plaatsen (Espinho en Lignano) behaalden. Daarnaast vertegenwoordigden ze Australië bij de Olympische Spelen in Atlanta. Ze verloren in de tweede ronde van het Amerikaanse duo Mike Dodd en Mike Whitmarsh en in derde herkansingsronde van de Cubanen Francisco Álvarez en Juan Rosell, waardoor ze op een gedeelde negende plaats eindigden. Het jaar daarop namen Zahner en Prosser deel aan de eerste officiële wereldkampioenschappen beachvolleybal in Los Angeles. Daar bereikten ze de achtste finale die verloren werd van de Amerikanen Kent Steffes en Dain Blanton. Bij de overige acht toernooien in de mondiale competitie eindigden ze eenmaal als derde (Marseille), eenmaal als vierde (Rio de Janeiro) en eenmaal als vijfde (Lignano). Bovendien speelden ze een wedstrijd in de Amerikaanse AVP Tour.
In 1998 was het tweetal actief op tien reguliere FIVB-toernooien met drie vijfde plaatsen (Toronto, Oostende en Alanya) als beste resultaat. Daarnaast eindigden ze als vierde bij de Goodwill Games in New York achter het Argentijnse duo Martín Conde en Eduardo Martínez. In de Amerikaanse competitie kwamen Zahner en Prosser bij drie toernooien tot een negende plaats in San Antonio. Het jaar daarop speelden ze elf reguliere wedstrijden in de World Tour met een derde plaats in Oostende en vijfde plaatsen in Stavanger, Klagenfurt en Tenerife als resultaat. Bij de WK in Marseille eindigden ze eveneens op een gedeelde vijfde plaats nadat ze in de laatste ronde van de herkansing werden uitgeschakeld door de latere wereldkampioenen Emanuel Rego en José Loiola. In 2000 deden Zahner en Prosser in aanloop naar de Spelen in eigen land mee aan tien toernooien. Ze kwamen daarbij tot twee derde (Mar del Plata en Toronto) en twee zevende plaatsen (Chicago en Marseille). In Sydney verloor het duo de eerste wedstrijd van de Mexicanen Joel Sotelo en Juan Ibarra, waarna via de herkansingen de achtste finale werd bereikt die verloren ging tegen de Zwitserse broers Martin en Paul Laciga. Het daaropvolgende seizoen boekten ze in Berlijn hun eerste en enige overwinning op mondiaal niveau. Bij de WK in Klagenfurt strandden ze in de achtste finale tegen Emanuel en Tande Ramos. Bij de Goodwill Games in Brisbane wonnen ze de wedstrijd om de vijfde plaats van Emanuel en Rogério Ferreira. Bij de overige negen toernooien kwam het tweetal tot een vijfde plaats in Oostende. In 2002 waren ze actief op zeven toernooien, waarbij ze drie keer als vijfde einigden (Berlijn, Gstaad en Marseille). Na afloop van het seizoen zette Zahner een punt achter zijn sportieve loopbaan.

## Palmares
Kampioenschappen
- 1996: 9e OS
- 1997: 9e WK
- 1999: 5e WK
- 2000: 9e OS
- 2001: 9e WK

FIVB World Tour
- 1996:  World Series Berlijn
- 1997:  Marseille Open
- 1999:  Oostende Open
- 2000:  Mar del Plata Open
- 2000:  Toronto Open
- 2001:  Berlijn Open